# Рябиново (Курська область)
Рябиново (рос. Рябиново) — присілок в Мантуровському районі Курської області Російської Федерації.
Населення становить 52 особи. Входить до складу муніципального утворення Мантуровська сільрада.

## Історія
Населений пункт розташований на території українського етнічного та культурного краю Східна Слобожанщина.
Від 2004 року входить до складу муніципального утворення Мантуровська сільрада.

## Населення
| 2002 | 2010 |
| ---- | ---- |
| 107  | ↘52  |